# Evangelische Kirche (Wallroth)

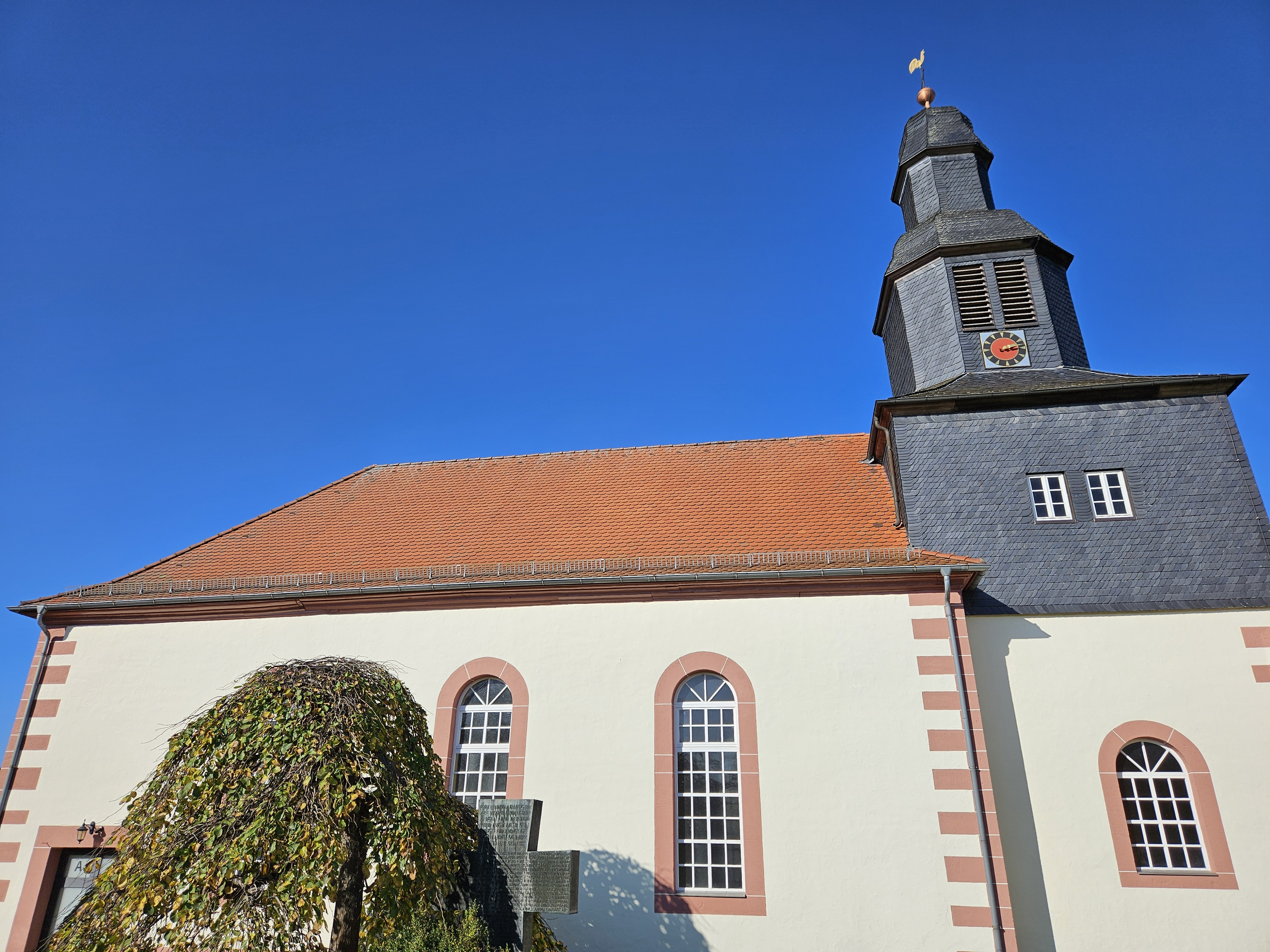
Außenansicht (2024)

Die evangelische Kirche (St. Antonius) ist ein ortsbildprägendes Kirchengebäude in Wallroth, einem Stadtteil von Schlüchtern im Main-Kinzig-Kreis, (Hessen). Die Kirchengemeinde am Landrücken Kinzigtal des Kirchenkreises Kinzigtal im Sprengel Hanau-Hersfeld gehört zur Evangelischen Kirche von Kurhessen-Waldeck.

## Geschichte
Der Ort Wallroth wurde erstmals 1167 unter dem Namen „Wesilhilderode“ erwähnt. In einer Besitzurkunde des Herzogs und Würzburger Bischofs Herold (1165–1171) wird deutlich, dass es damals noch keine Kirche gab. Der Bau der Kirche begann erst im Jahr 1480, wobei das Vorhaben von internen Meinungsverschiedenheiten begleitet war. Während im Oberdorf die Entscheidung fiel, das „Bauholz“ auf dem Schafhof zu lagern und dort eine Kirche zu errichten, brachten die Unterdörfer in einer nächtlichen Aktion das Material heimlich an den heutigen Standort der Kirche. Die Konstruktion erfolgte auf einem sumpfigen, quellreichen Gelände, weshalb von Beginn an ein Röhren- und Drainagesystem installiert werden musste, dessen Spuren selbst noch im 19. Jahrhundert erkennbar waren. 

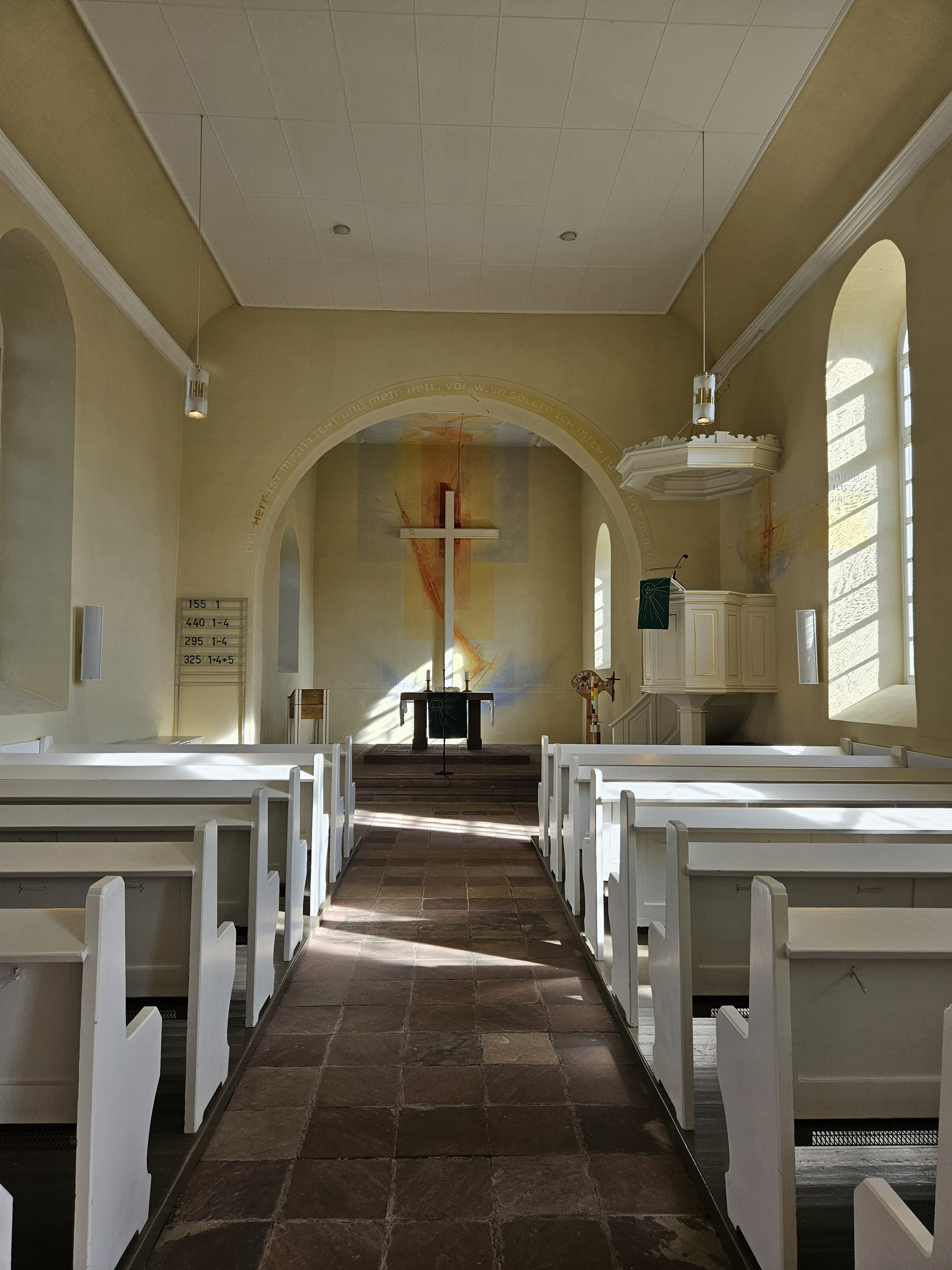
Kirchenschiff mit Blick zum Altarraum (2024)

Die Kirche war ursprünglich mehreren Heiligen geweiht, unter anderem Antonius, Hubertus, Wendelinus und Margarethe. Die Auswahl des Volksheiligen Antonius, der oft mit einem Schwein dargestellt wird und sowohl Mensch als auch Tier vor Seuchen schützen sollte, prägte den Namen „Antoniuskirche“ und spiegelte die Sorgen und Nöte der bäuerlichen Bevölkerung wider. In den Altar wurden Reliquien eingelassen.
Mit der Einführung der Reformation durch Abt Petrus Lotichius 1543 und der Zuweisung der Wallrother Kirche zur Pfarrei Hintersteinau änderten sich kirchliche Strukturen. Zunächst blieben jedoch viele traditionelle Bräuche erhalten. Bereits 1595 ordnete Graf Philipp Ludwig II. von Hanau unter Zwang die Einführung des calvinistischen Bekenntnisses an, was zu heftigen Auseinandersetzungen führte. Alle katholischen Kruzifixe und Bildwerke wurden aus den Kirchen entfernt, und es kam zu nächtlichen Einbrüchen, bei denen Altartücher entwendet wurden.   
Im Dreißigjährigen Krieg erlitt die Kirche schwere Beschädigungen, sie wurde als ausgebrannt und ruiniert beschrieben, auch wenn das genaue Datum des Vorfalls nicht belegt ist. 1646 kam es bei einem Plünderungszug kaiserlicher Truppen zu einer erneuten Zerstörung, und 1655 wurde von einer Kirche berichtet, in der Fenster, Kanzel, Tisch und Glocken völlig fehlten.
Anzeichen eines Neubeginns zeigten sich 1660, als die Kirchenvisitation keine gravierenden Mängel mehr feststellte. Im späten 17. Jahrhundert wurden kleinere Instandsetzungsmaßnahmen vorgenommen, wie etwa 1694 das Neueindecken des Hinterdaches und 1697 das Umgießen einer gesprungenen Glocke in Frankfurt am Main.
Im 18. Jahrhundert kam es zu einer administrativen Neustrukturierung: 1719 wurden die Dörfer Wallroth, Breitenbach und Kressenbach zu einem gemeinsamen Kirchspiel zusammengefasst. 1727 begann ein größerer Umbau, bei dem durch einen westlichen Anbau das Kirchenschiff um ein Drittel erweitert wurde. In älteren Geschichtsbüchern wurde dieser Umbau fälschlicherweise als Neubau bezeichnet. Die Renovierungen wurden 1729 abgeschlossen. Im 19. Jahrhundert erfuhr die Kirche im klassizistischen Stil eine weitere Erweiterung (1834).  
Im 20. Jahrhundert wurden mehrere Modernisierungen und Instandsetzungsmaßnahmen von Nöten. Nach einem besonders harten Winter 1928/1929 wurde ein Ofen aufgestellt, um den Gottesdienstbetrieb auch bei strengen Temperaturen zu ermöglichen. Zwischen 1933 und 1936 wurden größere Umbauarbeiten im Inneren der Kirche vorgenommen. Dabei wurde unter anderem die Empore im Chorraum entfernt, der Fußboden neu verlegt und die elektrische Beleuchtung eingeführt.

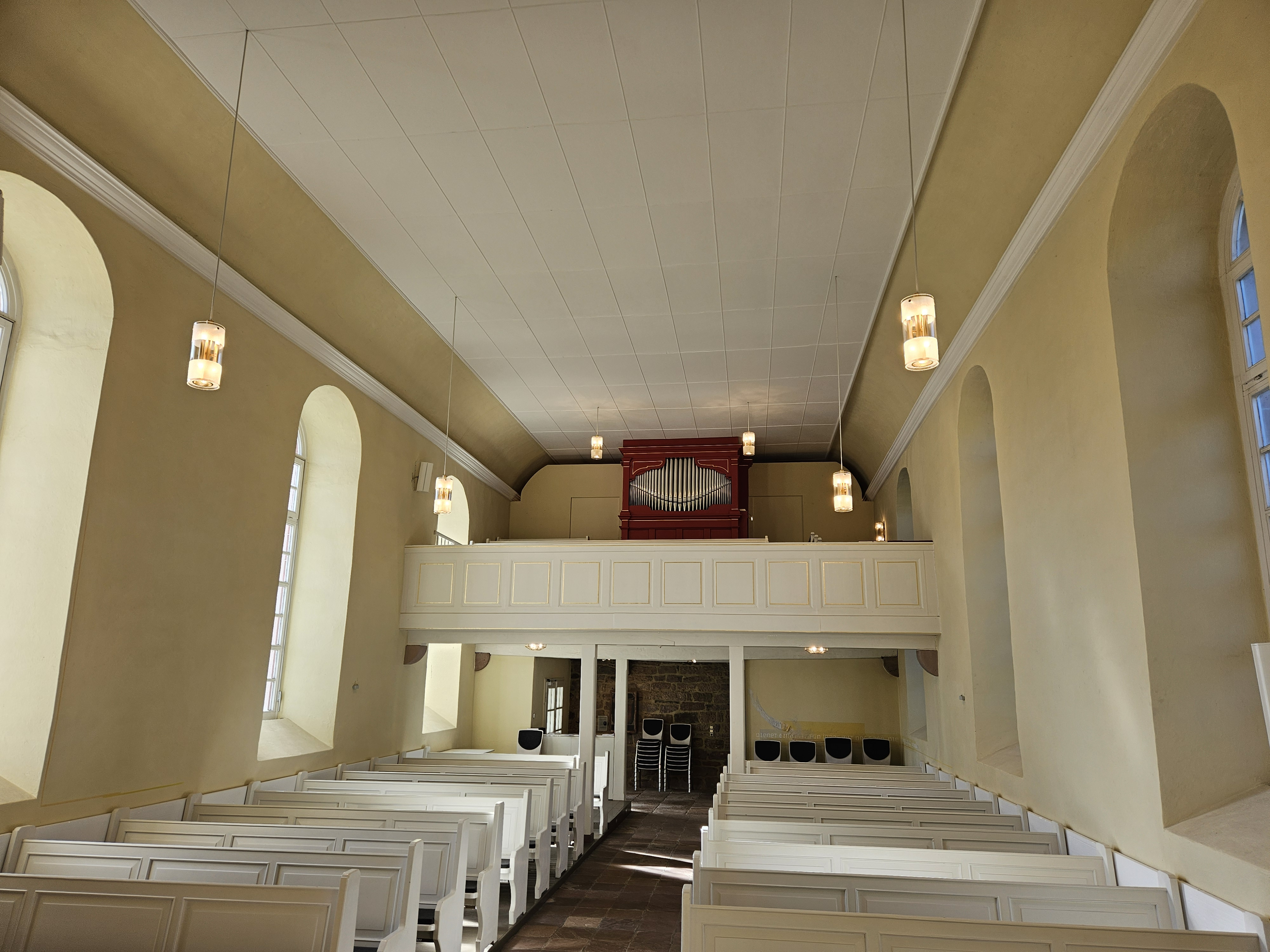
Kirchenschiff mit Blick zur Orgel (2024)

In der Nachkriegszeit (ab 1949) folgten weitere bauliche Verbesserungen. So wurde 1953 die alte Sakristei abgerissen, der Chorraum freigelegt und der Altar neu gestaltet. Auch der Kanzelkorb wurde erneuert, wenngleich dadurch der vordere Kircheneingang versiegelt wurde. 1955 und 1965 setzten umfangreiche Umbauten und Renovierungen ein. Der Turm, das Dach und die gesamte Innenausstattung wurden modernisiert, während gleichzeitig traditionelle Elemente wie der achteckige Kanzeldeckel wieder in den Vordergrund rückten.
Die 1960er Jahre waren zudem von intensiven außenbaulichen Maßnahmen geprägt. 1966 wurde die Turmuhr überholt, und 1967 erfolgte eine umfassende Außensanierung, bei der neben der Erneuerung des Putzes auch Feuchtigkeitsschutz und Imprägnierungen gegen Wurmbefall realisiert wurden – Maßnahmen, die mit rund 110.000 DM dank vereinter Kräfte von Landeskirche, Kloster, politischer Gemeinde und Spenden ermöglicht wurden. Im November 1969 feierte das Kirchspiel sein 250-jähriges Jubiläum. In den folgenden Jahrzehnten wurden technische Anlagen weiter modernisiert: 1977 wurde die Ölheizung durch eine elektrische Fußbodenheizung ersetzt. 1988 erfolgte erneut eine Innenrenovierung. 2005 wurde das Ziffernblatt der Turmuhr erneuert und 2006 fand die Restaurierung des Gedenksteins der „Katharina Belgica“ statt.
Im Jahr 2010 wurde eine umfassende Erneuerung der elektrischen Anlagen durchgeführt, ergänzt durch neue Beleuchtungskonzepte, moderne Heizungssysteme und neue Podestflächen, Stauraum und eine integrierte Steuerungsanlage. Anlässlich des 530-jährigen Bestehens (erste Weihe am 19. Mai 1480) fand am 20. Juni 2010 die feierliche Wiedereröffnung der Kirche statt. Eberhard Münch brachte neue künstlerische Impulse in die Gestaltung des Kirchenraums, welcher zuvor sehr nüchtern wirkte.

## Architektur
Das Kirchenschiff ist ein rechteckiger Raum mit drei Fensterachsen, ausgebaut mit hohen Rundbogenfenstern. Es misst nach der Verlängerung 19,0 m × 9,17 m. Der Chorturm, der im Eingezogenen Bauweise errichtet und mit einem vier- zu achteckig übergehenden Helm versehen ist, erreicht bis zum Kreuz eine Höhe von 22 m. Baustoffe wie Sand- und Feldsteine sowie Eichenholz bildeten dabei die Basis, während das Untergeschoss in robustem Feldsteinmauerwerk mit Sandsteinecken errichtet und das Obergeschoss als verschiefertes Fachwerk ausgeführt wurde.

## Innenraum

### Künstlerische Gestaltung
Vor der Innenrenovierung wirkte der Kirchenraum insgesamt eher schmucklos und wenig einladend. Vor allem wurde der Altarraum von einem überdimensionierten, dunklen Wandkreuz dominiert, das den Eindruck zusätzlich drückte.

Aufgrund des Wunsches der Gemeinde nach einer ästhetischen Aufwertung und einer neuen, einladenden Atmosphäre wurde durch den wiesbadener Künstler Eberhard Münch ein Konzept erarbeitet. Als Grundlage diente ein Themenpapier, das insbesondere den Chorraumbogen, den Altarraum, die Kanzel und das Kirchenschiff in den Fokus rückte. Das Farbkonzept basiert vor allem auf der Farbe Weiß, welche den Wunsch der Gemeinde nach einem hellen und freundlichen Raum widerspiegelt. Neben der Farbgestaltung spielen auch biblische Texte eine zentrale Rolle: An der Kanzel und am Altar sind Zitate in farbig gefasster Reliefschrift angebracht, wodurch beide Bereiche als liturgische Höhepunkte hervorgehoben werden.

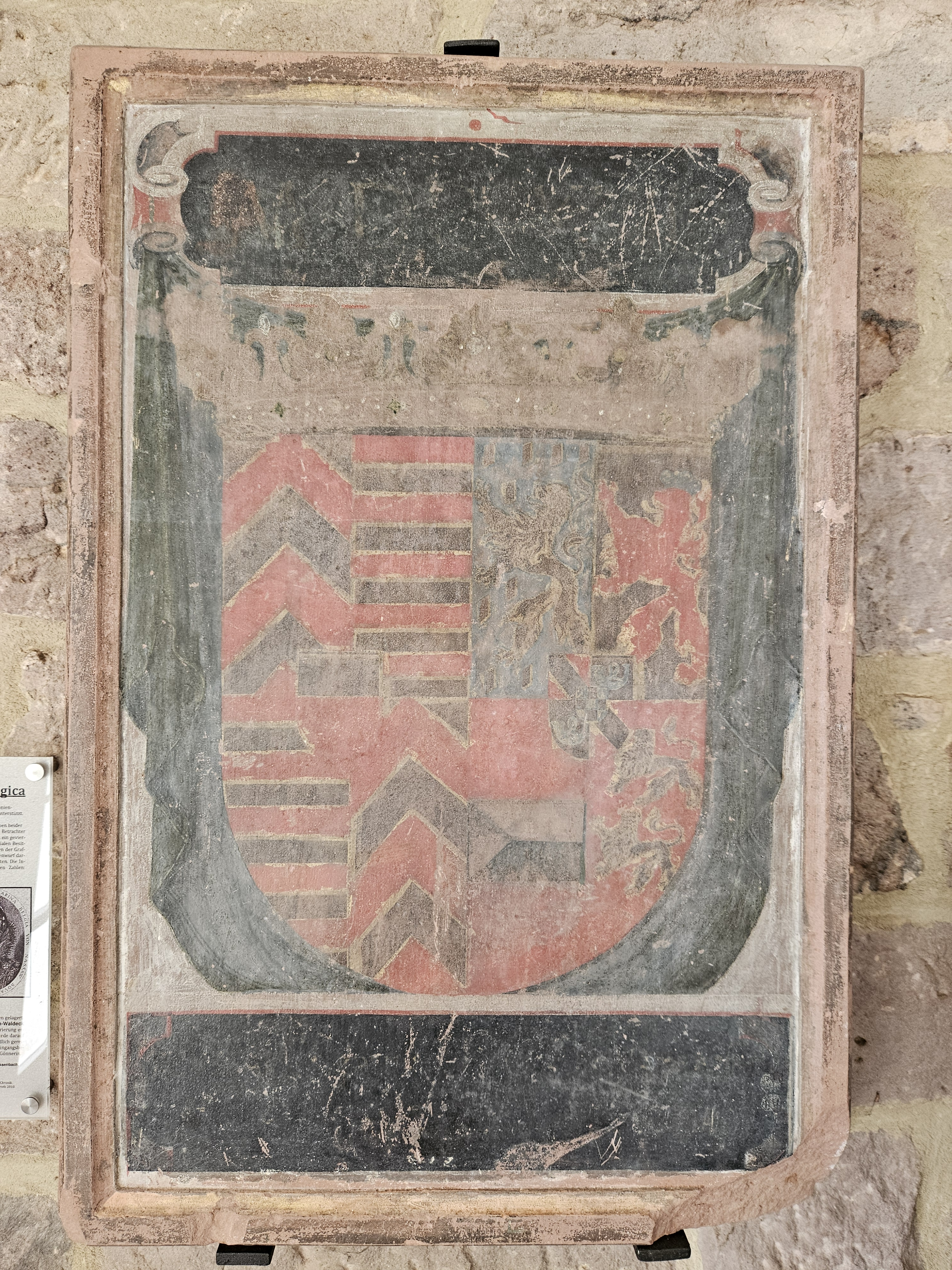
Gedenkstein (2024)

Durch Gottes Gnade bin ich, was ich bin und seine Gnade an mir ist nicht vergeblich gewesen. - 1. Korinther 15,10 Altarwand
Der Herr ist mein Licht und mein Heil, vor wem sollte ich mich fürchten? - Psalm 27,1 Chorraumbogen
Wer mein Wort hört und glaubt dem, der mich gesandt hat, der hat das ewige Leben und kommt nicht in das Gericht, sondern er ist vom Tode zum Leben hindurchgedrungen. - Johannes 5,24 Kanzel
Dienet einander ein jeder mit der Gabe, die er empfangen hat. - 1. Petrus 4,10 Ausgangsbereich
Um die zuvor erdrückende Wirkung des Holzkreuzes zu mildern, wurde es in eine neue, weiße Fassung überführt und harmonisch in das Gesamtkonzept integriert. Ergänzt wird das Raumkonzept durch ein neues Lichtdesign, das mit einer Kombination aus Grund- und Akzentbeleuchtung für stimmungsvolle Akzente sorgt und die Kirche wirkungsvoll in Szene setzt. Zudem wurden funktionale Objekte, wie ein Taufständer mit Lesepultaufsatz und ein Osterkerzenständer, in die Ausstattung aufgenommen. Der Entwurf wurde in Zusammenarbeit mit dem Metallgestalter Michael Possinger aus Guxhagen und einem örtlichen Tischler realisiert.

### Gedenkstein der Gräfin Katharina Belgica
Der Gedenkstein erinnert an die umfassende Renovierung der Kirche, die im Mai 1616 auf Initiative der Baumeister aus Wallroth und Hintersteinau in Angriff genommen wurde. An diesem Tag wandten sich die Baumeister an die Witwe des Grafen Philipp Ludwig von Hanau, Katharina Belgica, mit der Bitte, den baufälligen Zustand der Kirche zu beheben. Die Gräfin ließ die Kirche gründlich renovieren und trug damit maßgeblich zur Instandsetzung bei. Zum Gedenken an ihre Unterstützung wurde ein Sandstein-Gedenkstein mit Inschrift sowie den Allianzwappen der Gräfin und dem Wappen der Grafschaft Hanau in die Chorwand der Kirche eingelassen. Im Zentrum des Steines prangt das Ehewappen des Grafen Philipp Ludwig II. von Hanau (1595–1612) und seiner Gemahlin Catharina Belgica (1578–1648). Die obere Inschrift enthält die Jahreszahl MDXVIII (1618), während die untere Inschrift leider nicht mehr lesbar ist.
Im Laufe der Zeit wurde der Gedenkstein allerdings mehrfach bewegt: Bei der Innenrenovierung 1965 wurde er von der ursprünglichen Position entfernt und auf dem Kirchenboden abgelegt. Erst 2006 fand er einen neuen Platz im Eingangsbereich der Kirche.

## Orgel
Bereits nach 1750 wurde von Pfarrer Hufnagel die Anschaffung einer Orgel vorgeschlagen. Dabei verwies er darauf, dass die benachbarte Gemeinde Hintersteinau bereits 1695 eine neue Orgel erworben hatte. Aufgrund des damals bestehenden chronischen Geldmangels lehnten jedoch die Wallrother Presbyter den Vorschlag ab. Spätere Versuche, wie jene von Pfarrer Buß, griffen den Plan erneut auf, stießen aber ebenfalls auf Ablehnung, da man darauf bestand, dass das Kloster Schlüchtern als kirchenbauunterhaltspflichtige Institution für die Orgelbeschaffung verantwortlich sei.
Erst 1810 gelang es in einer regelrechten Blitzaktion die Gemeindeväter von der langjährigen Notwendigkeit einer Orgel zu überzeugen. Zufällig befand sich der Orgelbaumeister Constantin Suckfüll aus Untererthal in der Nähe, was die Überzeugungsarbeit erleichterte. Eine Spendenliste wurde umgehend im Hause des Wallrother Schulmeisters ausgelegt und es konnte durch eine Kollekte ein Betrag von 170 Gulden erzielt werden. Auch das Consistorium in Hanau willigte nach anfänglicher Ablehnung in eine finanzielle Beteiligung ein. Der Wallrother Lehrer bot zudem an, die Orgel zeitlebens unentgeltlich zu spielen, sofern ihm und seinem Sohn eine Lehrstelle zugesichert würde. Als Bedingung legten die Gemeindevorsteher fest, dass die Orgel nur von jenen genutzt werden sollte, die auch zu ihrer Finanzierung beigetragen hatten. Der Standort der Orgel befand sich dabei auf der Empore über dem Chorraum.

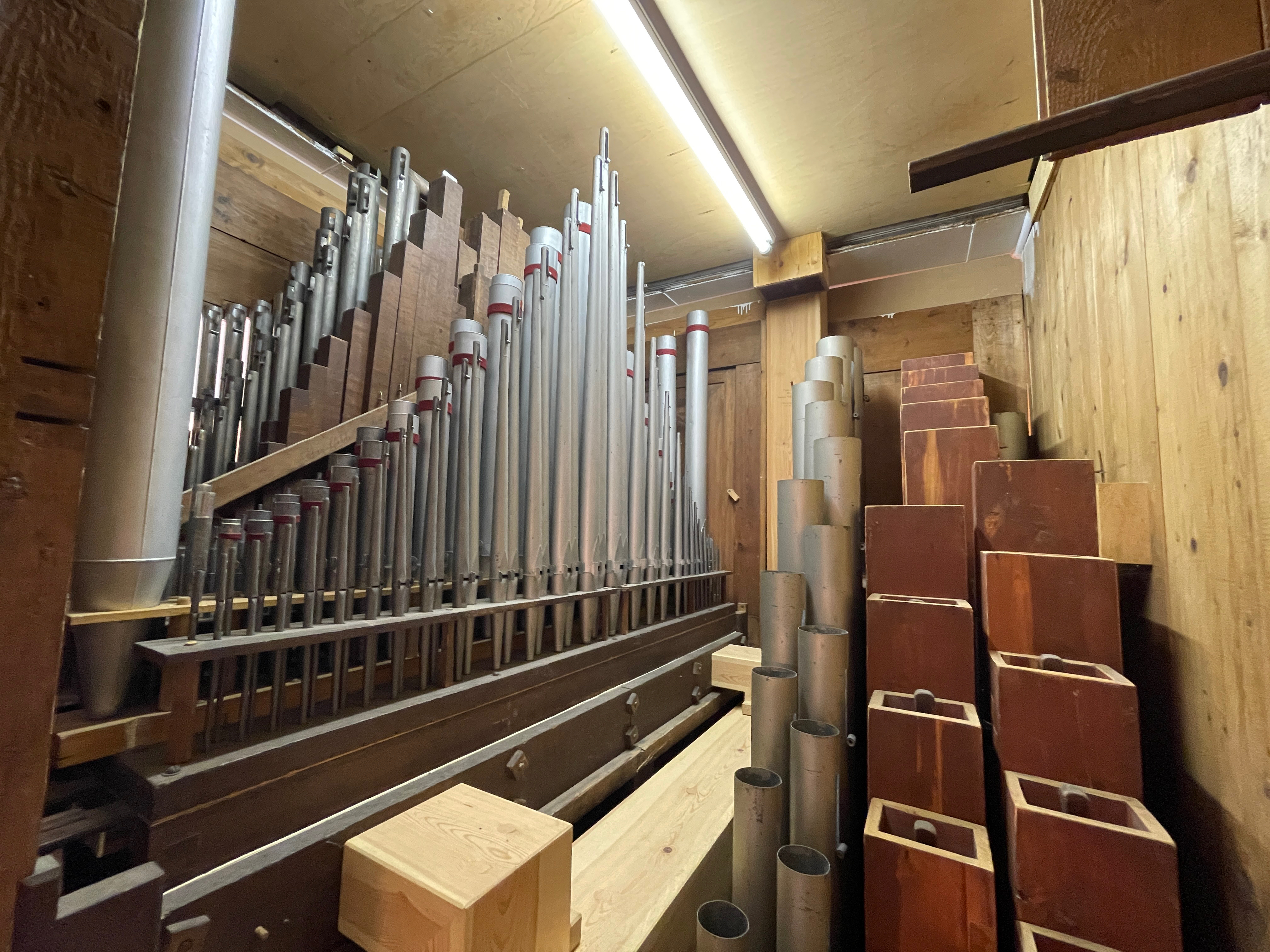
Innenansicht der Orgel (2021)

Im Laufe der folgenden Jahrzehnte wurde die Orgel mehrfach instandgesetzt und modernisiert. So wurden 1885 einzelne Pfeifen repariert und 1893 erfolgten Reinigung und kleinere Reparaturen. Während des Ersten Weltkriegs mussten 1917 aus kriegsbedingten Gründen die Prospektpfeifen abgeliefert werden, sodass lange nach Kriegsende nur das leere Orgelgehäuse auf der Empore sichtbar blieb.

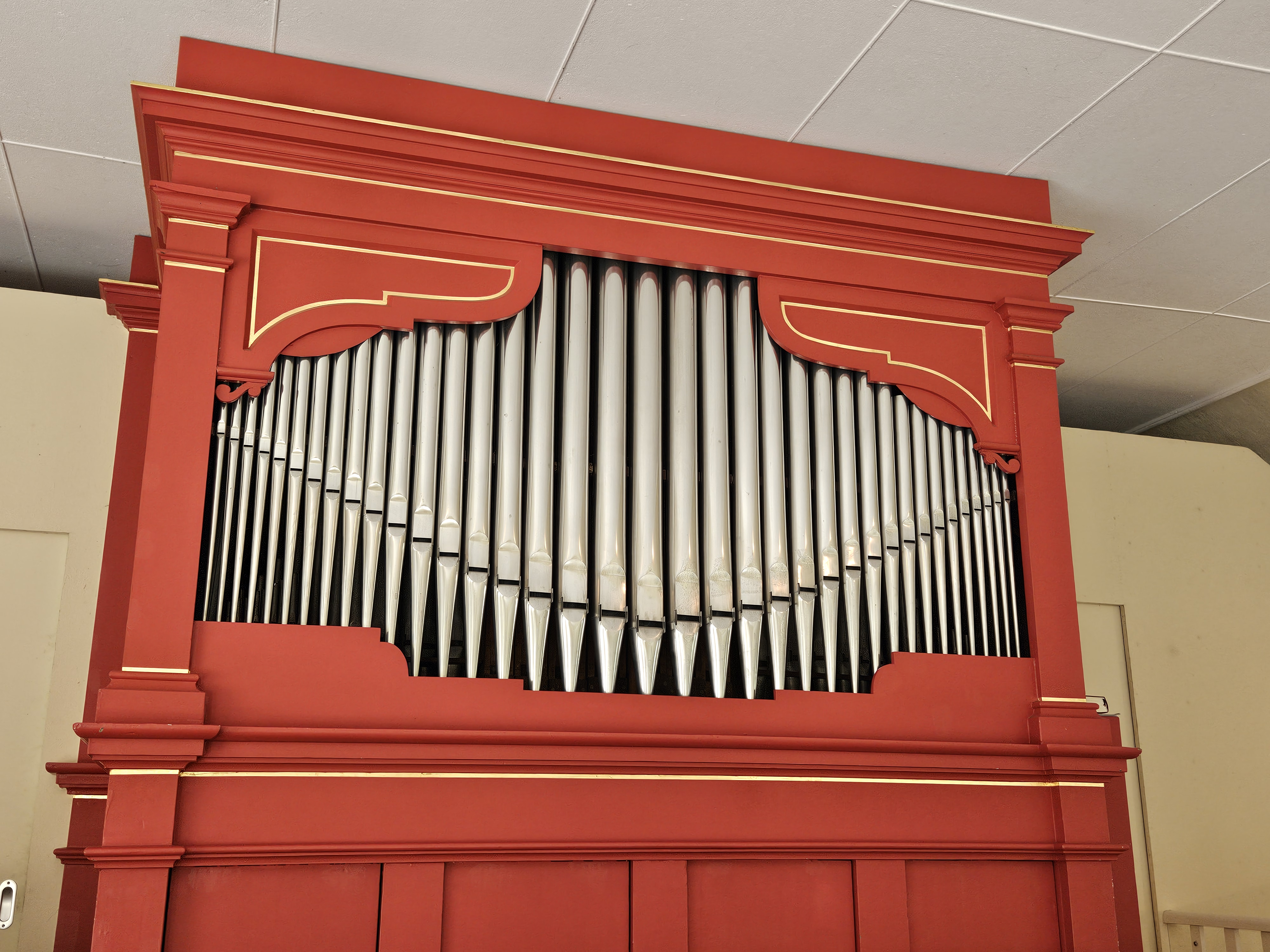
Orgelprospekt (2024)

1934 wurde eine neue Schleifladenorgel aus einer Freimaurerloge in Kassel erworben. Das Baujahr dieses Instruments wird auf etwa 1870 geschätzt, wobei das Schicksal der alten Orgel ungeklärt blieb. Eine Überholung und Umdisponierung erfolgte 1956 durch Heinrich Voigt aus Frankfurt am Main. Im Jahr 1978 wurde die Orgel von der Bensheimer Firma Ott einer Renovierung unterzogen, da insbesondere die frühere Umluftbeheizung der Kirche an den Holzteilen durch übermäßige Wärme und Trockenheit Schaden angerichtet hatte.
Aufgrund anstehender Innenrenovierungsarbeiten wurde die Orgel 2009 vorübergehend ausgebaut und einer Restaurierung durch die Orgelbauerfirma Hoffmann und Schindler aus Ostheim vor der Rhön unterzogen. 2010 wurde sie wieder eingebaut. Dabei fand auch eine Umgestaltung des Orgelraums statt: Der Blasebalg wurde in einen eigens hergerichteten Raum auf dem Kirchenboden verlagert, sodass auf der Empore über dem Chorraum zusätzlicher Stauraum gewonnen werden konnte. Die Schleifladenorgel verfügt über neun Register auf einem Manual mit mechanischer Traktur und Pedal mit pneumatischer Traktur.
| Manual C–g3     |       |
| Prinzipal       | 8′    |
| Gedackt         | 8′    |
| Flöte dolce     | 8′    |
| Salizional      | 8′    |
| Oktave          | 4′    |
| Spitzflöte      | 4′    |
| Rauschpfeife II | 2 ⁄3′ |

| Pedal C–f1 |     |
| Subbaß     | 16′ |
| Oktavbaß   | 08′ |

- Koppeln: I/P
- Spielhilfe: Kombinationstritte „Plenum“ an/ab (wirkt auf alle Register außer Salicional und Flöte Dolce)

## Glocken

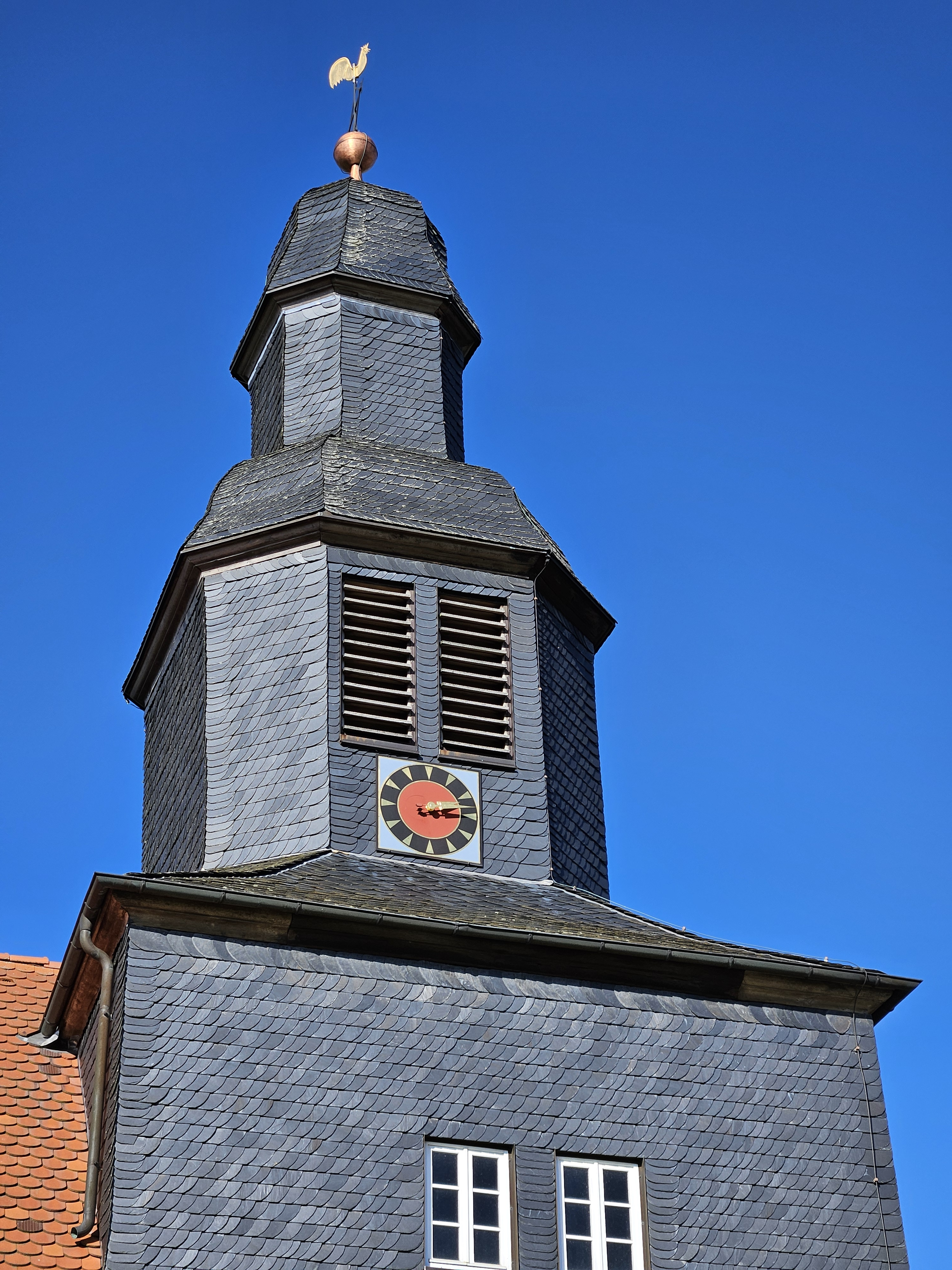
Kirchturm (2024)

Bereits 1684 gab es ein Zweiergeläut, wobei beide Glocken in der oberen Haube des Turmes untergebracht waren. 1697 musste eine defekte Glocke bei dem Glockengießer J. J. Barthel in Frankfurt am Main umgegossen werden, und im Jahr 1743 wurde eine weitere Glocke, die bei einem Trauergeläut zerbrochen war, in Frankfurt neu gegossen.
Im Jahr 1869 wurden drei neue Gussstahlglocken angeschafft, die vom Bochumer Verein geliefert wurden. Zwei dieser Glocken gingen in das Eigentum der Gemeinde über, während die mittlere dem Kloster zugeordnet wurde. Was mit den zwei alten Glocken geschah, bleibt unbekannt. 1964 erfolgte die Umstellung von handgeläutet auf ein elektrisch gesteuertes System, und 1965 wurde ein Glockenstuhl aus Eisen eingebaut. Aufgrund erheblicher Schäden am Turmgebälk musste 2001 das Läuten vorübergehend eingestellt werden. Im darauffolgenden Jahr wurden die Glocken aus dem Turm entfernt. Der alte Eisen-Glockenstuhl wurde durch einen neuen aus Eichenholz ersetzt. Am 16. Dezember 2002 wurden die drei Glocken im neuen Glockenstuhl installiert und am 22. Dezember 2002 (4. Advent) erklangen sie erstmals wieder und läuteten die Gemeinde zu ihrem Gottesdienst.

## Kirchturmuhr
In der Wallrother Kirche befindet sich eine Kirchturmuhr mit der Jahreszahl 1899, die in einen Holzschrank eingebaut ist. Die Uhr wird per Hand aufgezogen und erreicht eine Genauigkeit von plus/minus einer Minute pro Woche. Im Rahmen der Renovierungsarbeiten in den Jahren 2009/2010 wurde das Zifferblatt generalüberholt und auch das Schlagwerk an der großen Glocke erneuert.

## Kirchengemeinde
Seit 2005 gehörte Wallroth zur vereinten Kirchengemeinde Wallroth-Breitenbach-Kressenbach. 2021 vereinigte sich die Gemeinde zusammen mit der Kirchengemeinde Hintersteinau zur Evangelischen Kirchengemeinde am Landrücken Kinzigtal mit Wallroth, Breitenbach, Kressenbach sowie Hintersteinau, Reinhards und Ulmbach. Zusammen mit den Kirchengemeinden Steinau (Reinhardskirche, Katharinenkirche) mit Seidenroth und Marborn, der Kirchengemeinde am Kirchengemeinde Bad Soden-Salmünster mit Salmünster (Versöhnungskirche) und Bad Soden (Erlöserkirche) und der Kirchengemeinde Hohenzell, Ahlersbach, Bellings (Elisabethkirche) bildet die Gemeinde den Kooperationsraum Bergwinkel.